# Cultures Monde
 (novembre 2016).
Cultures Monde est une émission de documentaire radiophonique d'une heure diffusée du lundi au vendredi de 11 h à 12 h sur France Culture depuis 2011. 
L'émission est créée par Florian Delorme en 2011, et produite par lui jusqu'en 2022. 
Le 10 octobre 2022, Florian Delorme devient délégué aux programmes de France Culture. C'est Julie Gacon jusque là productrice des Enjeux internationaux dans la pré-matinale de la chaîne, qui reprend la présentation de l'émission du lundi au jeudi, et Mélanie Chalandon le vendredi,. 
La musique de son générique est le titre Song for Jo de Fakear.

## L'émission
Cultures Monde est une émission culturelle qui tente de saisir les différences entre ces cultures qui s’entrechoquent, se frictionnent, dans la mondialisation.
Le vendredi, l’émission aborde un sujet international en partenariat avec le journal Le Monde et traite d'un dessin de presse avec Cartooning for Peace.